# Typex (codeermachine)

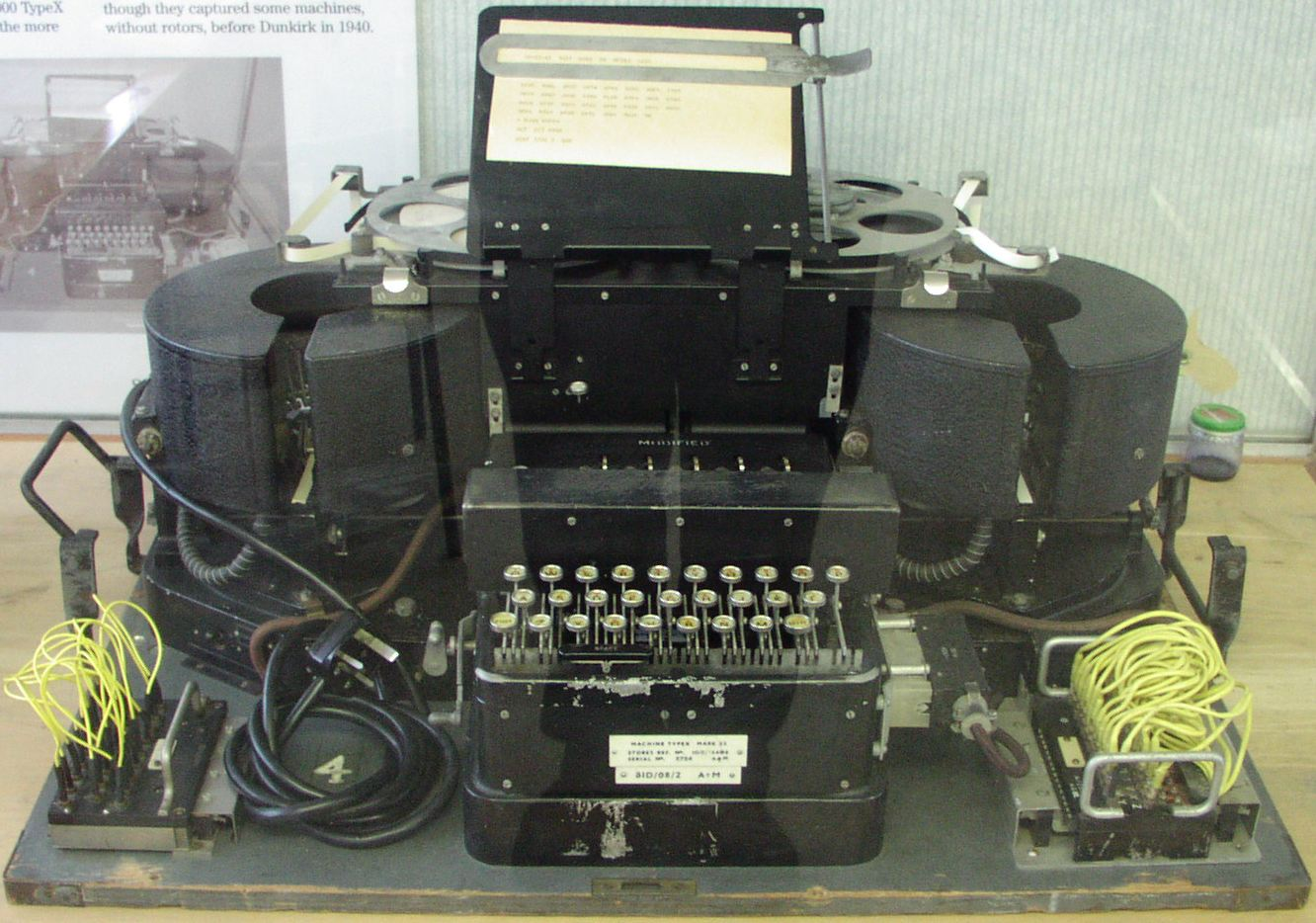
Typex was gebaseerd op de commerciële Enigma machine,maar hij bevatte een paar extra functies om de veiligheid te vergroten. Dit model, een Typex 22, was een late variant.

De Typex machines (ook wel gespeld als Type X of TypeX) waren Britse coderingsmachines die rond 1937 in gebruik werden genomen. Ze waren afgeleid van de commerciële Duitse Enigma.

## Omschrijving
Net als de Enigma, was Typex een rotormachine. Typex kwam in een aantal variaties voor, maar allemaal waren het vijf-rotor machines (dit in tegenstelling tot de drie of vier rotors in Enigma), met een niet roterende reflector. Normaal bleven de eerste twee rotors stil staan bij het ontcijferen van berichten, hoewel ze met de hand konden worden bewogen. Deze extra rotors boden een nieuw soort bescherming gelijk aan dat van de Enigma’s plugboard.
Een verbetering die de Typex had ten opzichte van de standaard Duitse Enigma was dat de rotors in de machine elkaar aanstuurden.

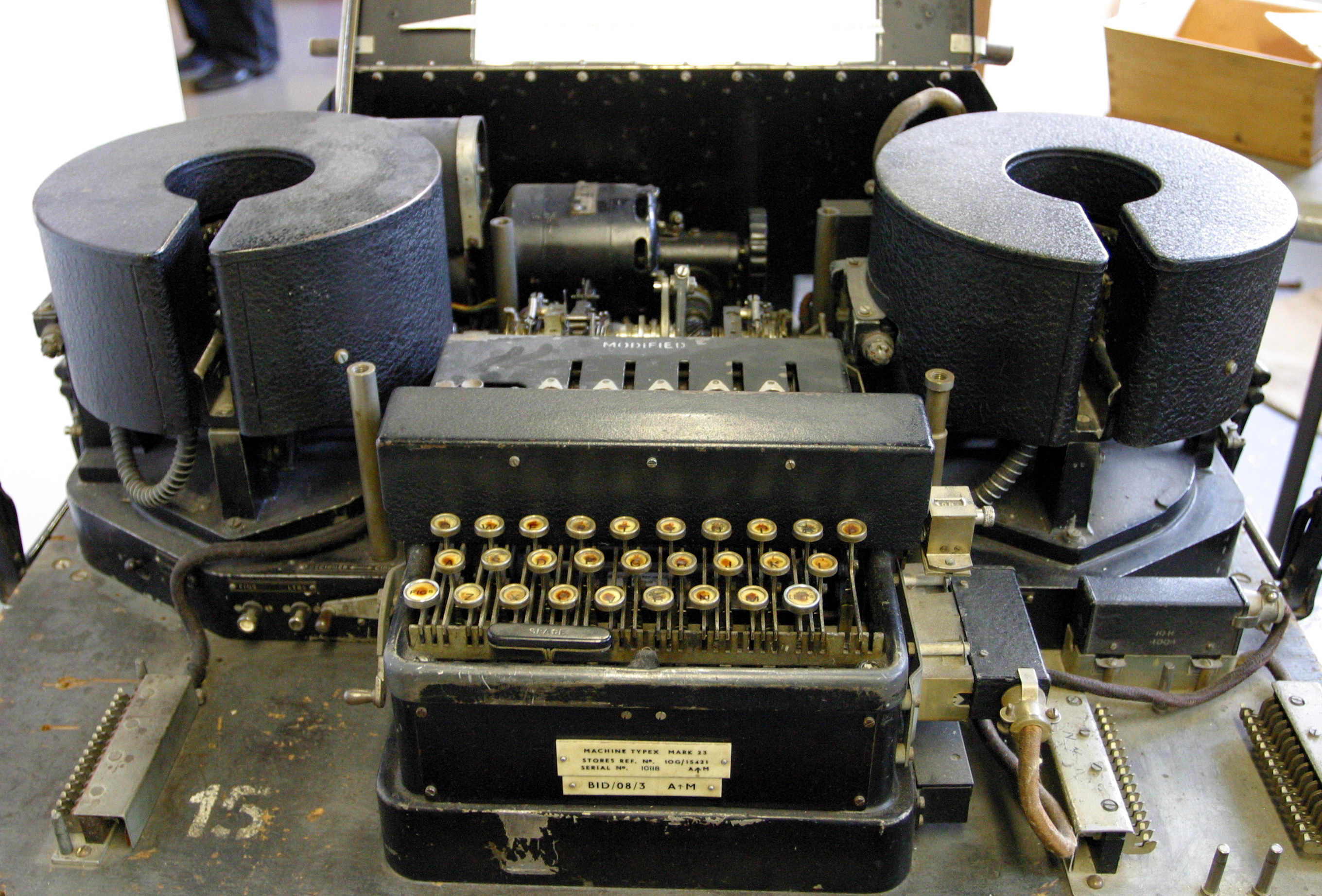
De Typex 23 was gelijk aan de Mark 22, maar gemoderniseerd voor gebruik met een Combined Cypher Machine (CCM).

Sommige Typexrotors werden in twee delen geleverd.

## Geschiedenis en ontwikkeling
Rond de jaren 20 van de 20e eeuw zocht de Britse overheid een vervanging voor hun codesystemen, dat niet langer betrouwbaar bleek te zijn en ook niet echt praktisch was in gebruik. In 1926 werd een comité opgericht om te bepalen of het systeem kon worden vervangen door een machine. Over een periode van enkele jaren onderzocht het comité meerdere machines. O.G.W. Lywood kwam met het idee om de Enigmamachine aan te passen.

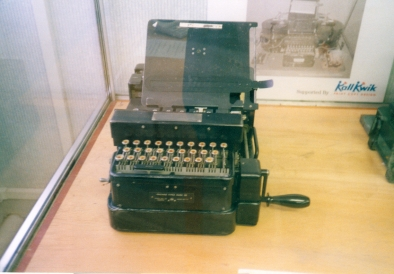
Typex Mk III was een draagbare versie, aangedreven door een slinger.

In augustus 1934 begon Lywood te werken aan de machine na toestemming te hebben gekregen van de RAF. Lywood werkte samen met J. C. Coulson, A. P. Lemmon, en W. E. Smith in Kidbrooke. Het eerste prototype werd op 30 april 1935 afgeleverd bij de Air Ministry. Begin 1937 waren er reeds 30 Typex Mark I machines in gebruik door de RAF.
Het ontwerpen van een opvolger voor de mark 1 begon in februari 1937. In juni 1938 werd de Typex Mark II gedemonstreerd aan het comité, dat het model goedkeurde en er 350 exemplaren van bestelde. De Mark II was een groot model met twee printers: een voor gewone tekst en een voor gecodeerde tekst. Derhalve was de machine veel groter dan de Enigma. Na een proefperiode werd de machine in gebruik genomen door de RAF. Tijdens de Tweede Wereldoorlog werden veel Typex-machines in elkaar gezet door Powers-Samas (Campbell-Kelly, 1990).
Typex Mark III was een meer draagbare variant, met dezelfde mogelijkheden als de Mark II maar dan met aandrijving door een slinger. De maximale snelheid was 60 letters per minuut, wat duidelijk langzamer was dan de 300 letters per minuut die de Mark II kon halen.
Typex Mark VI was ook een machine met handbediening, bestaande uit 700 onderdelen.
Plugboards voor de reflector werden in november 1941 aan de machine toegevoegd.
In 1943 maakten de Amerikanen en Britten samen een Combined Cipher Machine (CCM). De Britse Typex en de Amerikaanse SIGABRA konden zo berichten naar elkaar sturen. Hoewel de Britten de Typex wel aan de Amerikanen toonden, weigerden de Amerikanen hun machine aan de Britten te laten zien. De CCM werd in gebruik genomen door de Britse marine in 1943. De CCM betekent een verbetering voor zowel de Typex als de Amerikaanse SIGABRA.
Typex 22 (BID/08/2) en Typex 23 (BID/08/3) waren late modellen die plugboards bevatten voor nog meer veiligheid.
Geschat wordt dat tegen het eind van de Tweede Wereldoorlog meer dan 12,000 Typexmachines waren geproduceerd.
De Typexmachines bleven in gebruik tot de jaren zeventig. In 1973 ontdeed de Nieuw-Zeelandse overheid zich van de laatste machine.